# 초현실주의

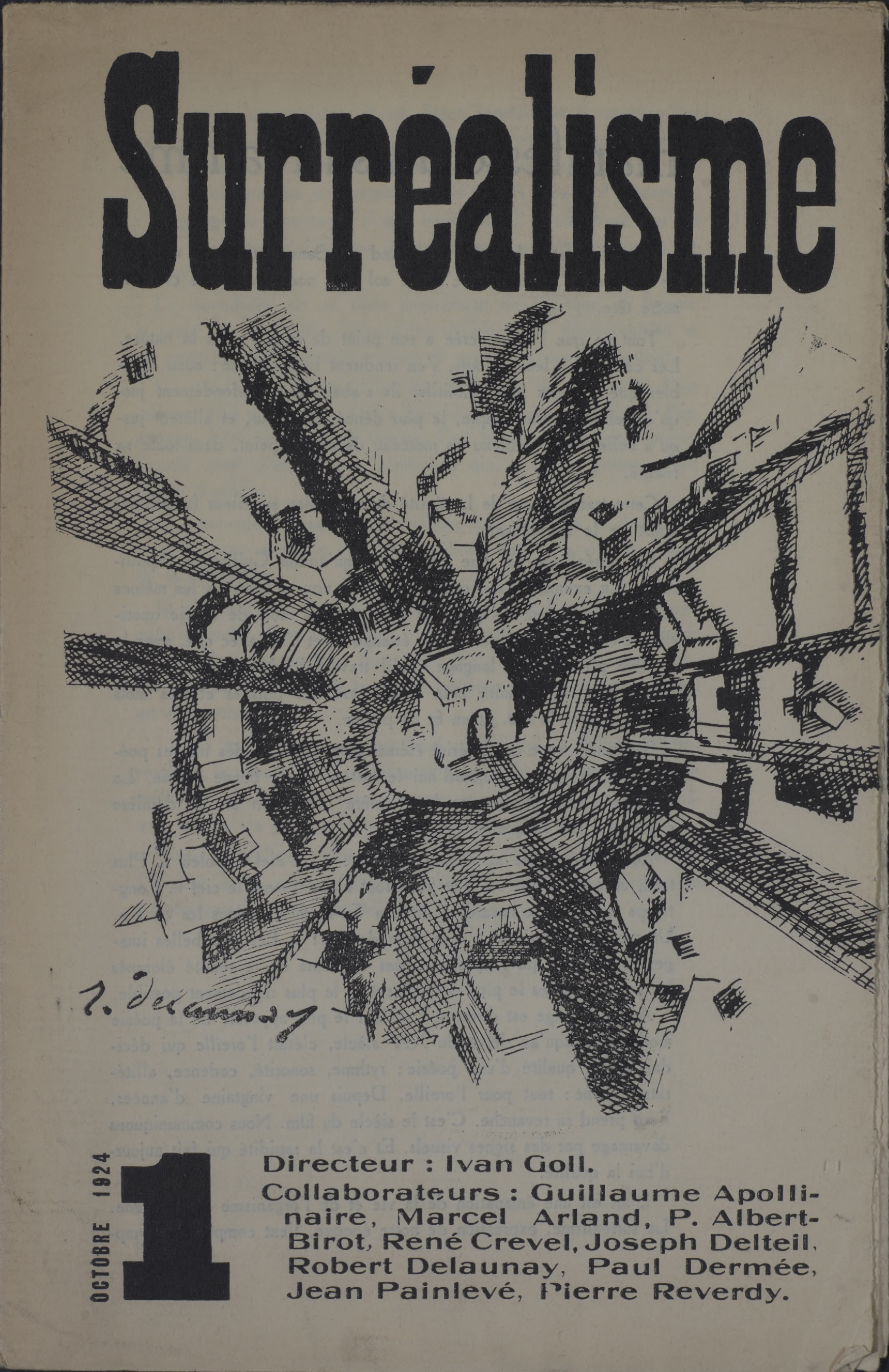

초현실주의(超現實主義, 영어: surrealism) 또는 쉬르레알리슴(프랑스어: surréalisme)은 1920년대 초 프랑스를 중심으로 전 세계에 퍼진 문예·예술사조의 하나이다. 제1차 세계 대전 후, 다다이즘의 예술 형식 파괴 운동을 수정, 발전시키고 비합리적인 잠재의식과 꿈의 세계를 탐구하여 표현의 혁신을 꾀한 예술 운동이다. 인간의 무의식을 표현하는 여러 작품들을 남겼다.
파리 다다라는 이름처럼, 초현실주의자들은 양차대전 사이에 취리히 다다에 참여했거나 영향을 받은 사람들이 주축이 되었다. 1917년 피카소의 친구였던 기욤 아폴리네르가 처음으로 '초현실주의'라는 용어를 주창했고, 1924년과 1929년의 두 차례에 걸친 〈초현실주의 선언(프랑스어: Manifeste du surréalisme)〉과 그 영향을 받은 많은 운동들에서 확립되기 시작했다. 그러나 독일에서 나치가 집권하고 2차 세계대전이 벌어지면서 대다수 초현실주의자들은 미국으로 망명하게 된다. 이후 초현실주의는 아쉴 고르키나 잭슨 폴록 같은 미국 추상표현주의자들에게 영향을 끼치게 된다.
제 1차 세계대전을 겪으면서 미래주의에 뒤이어 다다이즘이 등장한다. 그러나 반문명, 반합리적인 예술운동으로 일어났던 다다이즘은 끝없는 부정과 파괴의 연속 속에서 창조적인 해결책을 제시하지는 못한다. 이러한 상황에서 현실의 모순과 대립을 종합하여 새로운 통합의 세계를 제시하려는 움직임이 태동하는데 이것이 바로 다다이즘을 극복하고 일어선 초현실주의 운동이다
초현실주의 화가들은 기독교에 물들지 않은 원시미술을 재조명하고, 무의식의 세계를 현실의 공간안에 위치시키려는 시도를 한다. “우리의 내적 세계는 눈에 보이는 세계보다 더욱 현실적이다”라는 샤갈의 말은 그들에게 중요한 길잡이가 되었고 그래서 그들은 “화가란 자신의 내면에서 보이는 것은 뚜렷한 윤곽으로 그려내거나 투사할 수 있어야 한다”고 주장하며 무의식, 꿈, 환상의세계를 탐색한다.(고승근,2001,p9)
현실의 세계가 아니라 비이성적인것들과 무의식의 세계들을 그려나간 것이다 초현실주의는 프로이트의 정신분석학에 큰영향을 받았다
프로이트는 “의식은 마음전체에서 본다면 엷은 한 조각에 지나지 않으며 마음의 대부분은 빙산과 같이 무의식 아래에 의식역을 수면으로 하여 의식되지 않은 상태로 존재해 있다”고 정의한다 또한 의식이 나타난 형태에 의해서만 만들어지는 정신생활은 무의식에 의해 이루어져 무의식의 바탕 위에 나타나는 것이다 무의식은 의식 속에서 도저히 나타낼 수 없는 심적 내용의 대부분을 차지하고 있다.(배상아,2002,p13)
우리의 무의식의 중요성과 의식은 일부이고 전체의 대부분이 무의식이라는 것을 알 수 있다. 이를 중점적으로 초현실주의는 무의식, 꿈과 같은 세계를 연구하고 다양한 표현기법을 구현하게 된다.
초현실주의는 1920-1960년대까지 진행되었는 데 달리와 마그리트는 자신의 환각을 표현 주로 기괴하고 비현실적인 꿈 깨어있는 동안에도 객관화였다 그림 자신의 상상력을 최대치로 끌어올려서 노골적인 그림들도 그렸다 마그리트는 데페이즈망을 활용하여 언어를 도입하여 사고를 참고하였는데 무의식의 흐름에 따라서 작품을 활용한 것이다 또한 호안 미로의 그림은 아이의 그림처럼 천진난만한 느낌 이렇게 대상을 기호화해서 그렸다 마송은 우연적, 충동적 용구를 분출하면서 무의식의 흐름 선들이 굉장히 무질서함을 보여준다.
다시 말해 이러한 기법으로 독창적인 세계를 구축해 나간 초현실주의 회화는 크게 두가지 경향으로 구분되는데 오토마티즘을 이용하여 무의식, 혹은 반 수면상태에서 떠오르는 내적 추동을 선과 형태로 표현한 아르프, 미로, 마송등의 추상적 경향과 마그리트, 달리, 탕기 등에 의해 시도된 사실적인 경향이다 그러나 그들은 상상적인 내면세계의 세부 내용을 표현할때는 마치 사진처럼 면하고 극히 사실적으로 묘사한다 이처럼 상상의 세계를 현실세계보다 정확하고 사실적으로 표현할 때 그 충격은 더욱 커져 신비를 느끼게 되는 것이다(고승근,2001,p11)

## 특징과 대표자들
초현실주의자들은 "인간의 상상에 자유를 부여해야 한다"고 생각했다. 특히 정신분석가 프로이트의 학설에서 영향을 받아, 자유로운 상상력으로서 지성을 초월한 꿈이나 무의식(unconscious; 잠재의식subconscious과 구별됨)의 세계를 해방하는 것으로서 초현실적인 미를 창조하려고 했다. 초현실주의의 가장 영향력 높은 주도자는 작가이자 미술 이론가인 앙드레 브르통(Andre Breton), 시인인 루이 아라공(Louis Aragon), 폴 엘뤼아르(Paul Éluard), 뱅자맹 페레(Benjamin Péret), 시인이자 소설가인 로베르 데스노스(Robert Desnos) 등이다. 그러나 후에 조르주 바타이유(Georges Bataille) 등은 브르통의 노선에 반대하며 무정형(informe; 혹은 비정형)을 주장하기도 했다. 그 외 대표적인 초현실주의 예술가로는 장 콕토, 살바도르 달리, 호안 미로, 르네 마그리트, 막스 에른스트, 루이스 부뉴엘 등이 있다. 또 직접적으로 초현실주의 운동에 가담하지는 않았지만 초현실주의자들과 가까이 지냈던 에드몽 자베스 등도 관련하여 거론된다.
초현실주의는 본질적으로 프랑스적이고 서유럽적인 운동이었으나, 그 영향력은 이후 아메리카나 아시아의 문화계에도 미쳤다. 가령 미국의 거트루드 스타인은 초현실주의에 시단에서 초현실주의 운동을 이끌어 일본 현대시의 초석을 놓았으며, 이란의 사데크 헤다야트가 쓴 《눈먼 올빼미》는 초현실주의 문학의 걸작이자 이란 현대소설의 최고봉으로 손꼽히고 있다. 한국 문학에서 초현실주의의 대표자로는 이상이 있다.

## 성격
초현실주의자들 역시 다다와 마찬가지로 자신들의 작품이 미술의 대상으로 숭고화되는 것에 반대하며 다양한 기법들을 사용했다. 이중 대표적인 기법으로는 콜라주(Collage), 프로타주(Frottage), 파피에 콜레(Papier Collar), 데페이즈망(depaysment), 자동기술법(automatism)등이 있다.

## 같이 보기
- 판의 미로-오필리아와 세개의 열쇠
- 자동기술법 - 앙드레 마송

## 참고 자료
- 이 문서에는 다음커뮤니케이션(현 카카오)에서 GFDL 또는 CC-SA 라이선스로 배포한 글로벌 세계대백과사전의 〈현대미술 - 쉬르레알리슴〉 항목을 기초로 작성된 글이 포함되어 있습니다.